# VERO
Kombinat Holzspielwaren VERO Olbernhau – przedsiębiorstwo powstałe w 1972 roku z połączenia różnych przedsiębiorstw zabawkowych w NRD. Produkowało głównie drewniane zabawki i budynki do makiet kolejowych w skali H0.
Nazwa VERO pochodziła od skrótu Vereinigte Olbernhauer Spielwarenbetriebe.

## Geneza

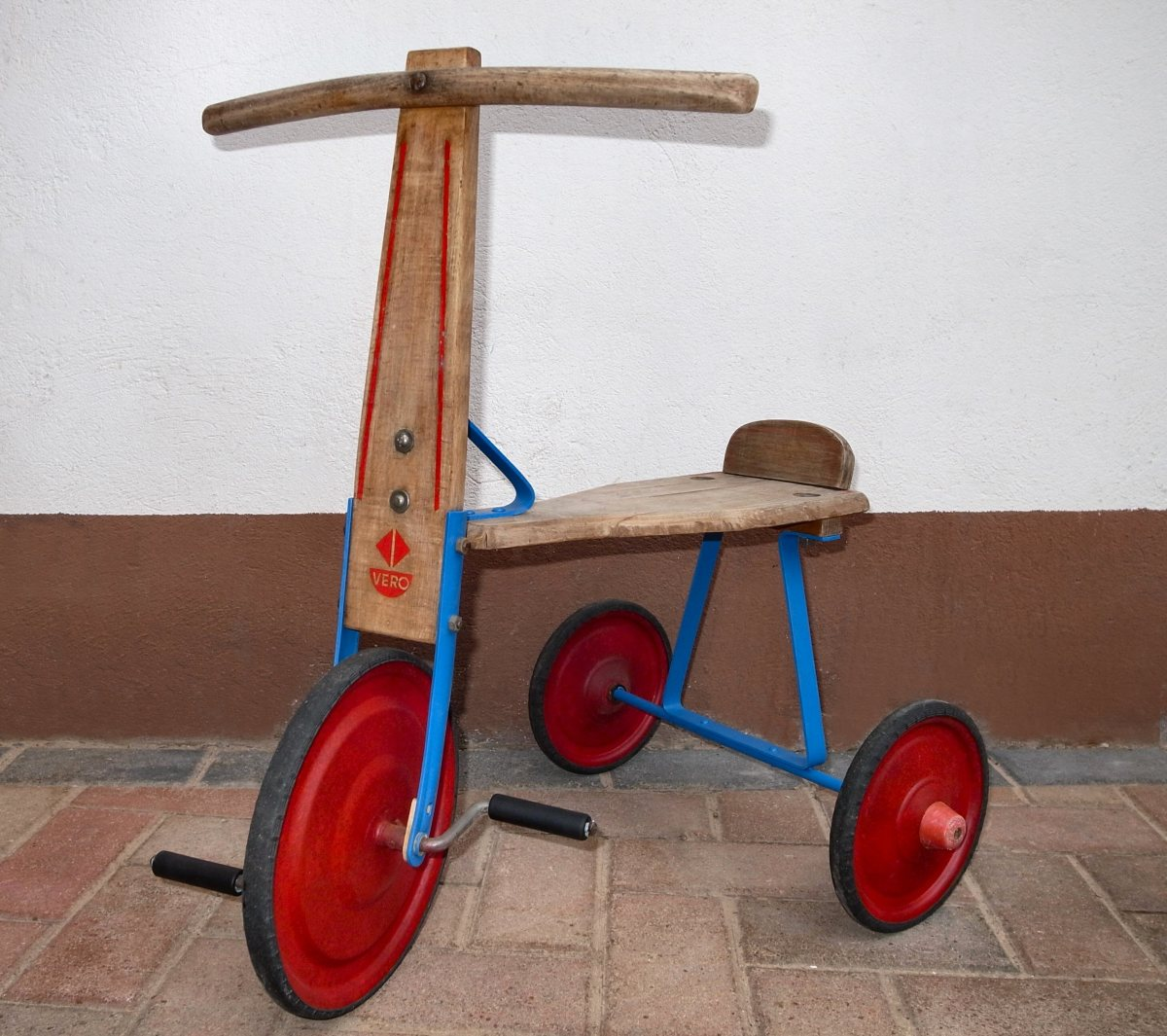
rower produkcji VEB VERO

Od 1966 do 1972 roku, powstało przedsiębiorstwo VEB Vereinigte Erzgebirgische Spielwarenwerke Olbernhau, które składało się z następujących zakładów:
- VEB Baukastenfabrik Blumenau
- VEB Erzgebirgische Möbel- und Spielwarenfabriken Großhartmannsdorf
- VEB Holzwaren Grünhainichen
- VEB Olbernhauer Wachsblumenfabrik Olbernhau (OWO) oraz Abt. OWO-Spielwaren Olbernhau/Erzgebirge
- VEB Seiffener Spielwaren, Instytut Zabawek w Sonnenbergu, oddział Seiffen

W 1972 powstał „Kombinat Holzspielwaren Vero Olbernhau“, kolejno powstały „VEB Vereinigte Erzgebirgische Spielwarenwerke Olbernhau“ oraz „VEB Spielwarenwerke Schneeberg“
Od 1976 roku następujące zakłady były włączone do Kombinatu Vero:
- VEB Blumenauer Baukastenfabrik (dawniej Baukastenfabrik E. Reuter) poprzednio VEB Vero Olbernhau, Werk 2 Blumenau strefa produkcyjna III
- VEB Holzspielwaren Blumenau (dawniej C. Fritzsche, lub G. Drechsel)
- VEB Musikspielwaren Blumenau (dawniej Clemens Schmieders)
- VEB Modellspielwaren Marienberg-Hüttengrund. Zobacz: Auhagen

W 1980 z Kombinatu Holzspielwaren Vero Olbernhau powstało duże przedsiębiorstwo państwowe o nazwie „VEB VERO Olbernhau”. W 1981 roku został włączony do Kombinatu Spielwaren Sonneberg. W 1986 roku VEB VERO Olbernhau miało 82 zakłady produkcyjne w 20 miejscowościach. Od 1990 roku produkcja została zmniejszona, a później całkowicie wstrzymana. Już w 1991 roku przeprowadzono pierwsze prywatyzacje. Tak więc, cześć VEB Vero Olbernhau przekształcono w „Sonni Holzspielwaren VERO GmbH” (1990–1993).

### VEB Kombinat Spielwaren Sonneberg
Der VEB Kombinat Spielwaren Sonneberg bestand 1985 aus folgenden Betrieben:
- VEB Anker-Mechanik Eisfeld
- VEB Berliner TT-Bahnen (dawniej Zeuke & Wegwerth)
- VEB biggi Waltershausen
- VEB Famos Leipziger Stempelwaren- und Maschinenfabrik
- VEB Holz und Metallwaren Leutenberg
- VEB Institut für Spielwaren Spielzeug Sonneberg
- VEB Kamenzer Spielwaren
- VEB Kinderfahrzeuge ZEKIWA Mühlhausen
- VEB Kinderfreude Sonneberg
- VEB Kleinpuppen Lichte
- VEB Mechanische Spielwaren Brandenburg (MSB)
- VEB Metallspielwaren Weimar
- VEB Metallwaren Effelder
- VEB Plast und Holzspielwaren Steinach (Plaho Steinach)
- VEB Plasticart Annaberg-Buchholz (EG-Leitbetrieb für Plastspielwaren, dawniej VEB Spezial-Prägewerke)
  - VEB Plasticart Annaberg-Buchholz Werk 2 Zschopau (VEB Plasticart Zschopau)
  - VEB Plasticart Annaberg-Buchholz Werk 5 Zwickau (VEB Eisenbahn-Modellbau Zwickau) Zobacz także: Gützold
- VEB Piko Sonneberg (EG- Leitbetrieb für Modelleisenbahnen)
- VEB Plüti Sonneberg
- VEB Prefo Dresden
  - VEB Prefo Dresden Werk 2 Oybin (VEB Modellbahn Oybin vormals Stärz&Co). Zobacz także: Schicht
  - VEB Prefo Dresden Werk 3 Glashütte (VEB Modellbahnzubehör Glashütte vormals Hruska)
- VEB Polytronik Saalfeld (jako VEB Polytronic Saalfeld)
- VEB Puppenfabrik Königsee
- VEB Puppen und Plüschspielwaren Sonneberg (VEB Sonni Sonneberg) (Stammbetrieb und EG-Leitbetrieb für Puppen und Plüsch)
- VEB Puppenspiele Berlin Sonneberg
- VEB Spieltiere Sonneberg
- VEB Spielwaren Greiz
- VEB Spielwaren Großbreitenbach
- VEB Spielwaren-Mechanik Pfaffschwende (EG-Leitbetrieb für mechanische Spielwaren)
- VEB Spielzeug-Elektrik Meiningen
- VEB Spielzeugland Mengersgereuth-Hämmern
- VEB Spulenkörper Sonneberg
- VEB Vero Olbernhau (Erzeugnisgruppenleitbetrieb für Holzspielwaren)
  - VEB Vero Werk 5 Marienberg-Hüttengrund (VEB Modellspielwaren Marienberg-Hüttengrund). Zobacz także:: Auhagen
  - VEB Vero Werk 10 Werdau (VEB „Friedrich Fröbel” Werdau).
- VEB Zekiwa Zeitz (EG-Leitbetrieb für Kinderwagen)

## Produkty
Były głównie produkowane drewniane zabawki oraz budynki do makiet kolejowych w skali H0. Produkty w zestawie: klocki, zabawki drewniane, artykuły hobbystyczne, gry, dzieci, meble drewniane, woskowe kwiaty, domki dla lalek i meble dla lalek.
Zestawy drewniane były na przykład:
- Zestaw VERO CONSTRUC (ok. 1972, 9 zestawów i 10 dodatkowy opakowań z zawartością tworzyw sztucznych)
- Seria zestawów VERO SCOLA i VERO ELEMENTAR

Ende 1970er Kleinkinderspielzeug mit Kunststoffanteil, div. Baubeutel und Bauwagen, Kofferbaukästen, Holzbaukästen mit trommelpolierten Bausteinen, Miniaturen aus Grünhainichen